# Illes SSS

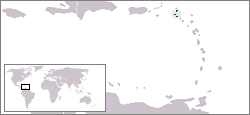
Localització de les illes SSS al Carib

Les illes SSS és una denominació neerlandesa per indicar les tres illes de Sobrevent (Bovenwindse Eilanden) del Regne dels Països Baixos a partir de les seves inicials:
- Saba
- Sant Martí
- Sint Eustatius

Les illes de Saba i Sint Eustatius són municipis especials dels Països Baixos. L'illa de Sant Martí està dividida entre la col·lectivitat francesa de Saint-Martin i Sint Maarten, que és un país constituent del Regne dels Països Baixos.
Encara que la llengua oficial és el neerlandès, la llengua més parlada és l'anglès, al contrari de les illes de Sotavent, o illes ABC, on es parla el papiamento. En l'àmbit anglès se les considera illes de Sotavent (Leeward Islands) en lloc de Sobrevent.